# Henri de Toulouse-Lautrec
Henri Marie Raymond de Toulouse-Lautrec-Monfa (Albi, 24. studenog 1864. – Malrome, 9. rujna 1901.), francuski slikar i grafičar postimpresionizma.
Kao dječak je slomio obje bedrene kosti: u 13. godini desnu te godinu poslije i lijevu. Ti prijelomi nisu pravilno zarasli. Od 1883. studirao je u Parizu, no na njega utječu impresionisti, pasteli Edgara Degasa i japanski višebojni drvorezi. U krugu boema na Montmarttreu stalan je posjetitelj kavana, kabareta, cirkusa i javnih kuća. Opčinjen pokretom, crta likove konja, igrača, igračica i akrobata, ali njegov lucidan duh ispunjen gorčinom utječe da ih svojim oštrim potezima hvata u trenutku kada dobivaju neobičan, groteskni izgled. 
Lautrec nas uvlači i u svijet žena iz javnih kuća. U njihovim portretima naglašava ono što je osobno u držanju ili igri svake od njih. Crtajući taj svijet i polusvijet ostvaruje kroniku alkoholiziranoga, erotičnoga i morbidnog ambijenta pariškog fin de sièclea. Oko 1893. godine počinje rad na višebojnoj litografiji, izvodeći portrete i karikature, a posebno plakate (prva djela visoke likovne vrijednosti u ovoj struci), s figurama varijetetskih artista. Umro je u 37. godini rastrojen alkoholom i sifilisom.
Njegovi plakati privlače pozornost gledatelja i prenose mu informacije u samo nekoliko sekundi gledanja. Npr. na plakatu predstave Divan Japonais (Japanska diva) iskoristio je dvodimenzionalni tretman, velike plohe jedne boje i jake efekte uzoraka koje je zapravo preuzeo iz Japanskih drvoreza. Japanska umjetnost je i prije, u 1850-ima, utjecala i na Degasa i Maneta. Bio je majstor prenošenja pokreta i atmosfere uz samo nekoliko poteza kista ili pera. Lautrec je koristio slične tehnike da prikaže duh Pariškog života 1890-ih. Slikao je glazbene kavane i kabaree, dvorane i njihove zvijezde izrazitog karaktera (čak iskarikirane), cirkus, bordele i hipodrome. 
Na slici U Moulin Rougeu (1895.) zabilježio je atmosferu veselja i tjeskobe na takav način da pomislimo kako je umjetnik ovaj noćni klub smatrao mjestom zla.

## Galerija
- Henri de Toulouse-Lautrec, Ispijači apsinta, 1891., ulje na platnu, 53,5 × 68 cm, Boston.
- Henri de Toulouse-Lautrec, Kvadrila u Moulin Rougeu, 1892., ulje na kartonu, 80 × 60,5 cm, Washington (D.C.).
- Rousse (La Toilette)
- La Goule u Moulin Rougeu, 1891., litografija, 163 x 119 cm, Philadelphia.
- Le Jockey  litografija, Musée Toulouse-Lautrec Albi